# Атанас Пражаров
Атанас Илиев Тумбев Пражаров е деец на Българската комунистическа партия и на Вътрешната македонска революционна организация (обединена).

## Биография
Роден е през 1902 година в Мехомия (от 1925 година Разлог). Брат е на Георги Пражаров. Баща му е деец на ВМОРО, куриер на Яне Сандански и участник във Войнишкото въстание в 1918 година. През 1921 година става член на Българския комунистически младежки съюз и работи като организатор. В 1923 година е изпратен в София на тримесечна комунистическа школа. Участва в подготовката на въстание и в самото Септемврийско въстание през 1923 година. При разгрома на въстанието заедно с Владимир Поптомов, Костадин Патоков, Георги Караджов е взет за заложник от четата на Алеко Василев. След убийството на Тодор Александров и последвалите Горноджумайски събития се прибира в Мехомия. Няколко месеца е нелегален. По време на така наречените Априлски събития в 1925 година е арестуван и бит.
През есента на 1931 година става част от основания от Симеон Кавракиров Разложки околийски комитет на ВМРО (обединена), в който влизат още Прифан Тумбев и Атанас Попадиин. Пражаров е секретар на комитета. В 1931 година е изгонен от окръга заради участие в празнуването на годишнината от Октомврийската революция в Русия. Живее половин година нелегално в София и в 1932 година се връща в Разлог. В 1933 година при провал на комунистическата младежка и партийна организация отново е арестуван и бит. Умира на 2 декември 1939 година от туберкулоза.